# Jonathan Gómez (labdarúgó, 2003)
Jonathan Gómez (North Richland Hills, 2003. szeptember 1. –) mexikói és amerikai válogatott labdarúgó, a spanyol Real Sociedad B hátvédje.

## Pályafutása

### Klubcsapatokban
Gómez a texasi North Richland Hills városában született. Az ifjúsági pályafutását a Dallas akadémiájánál kezdte.
2020-ban mutatkozott be a Louisville City másodosztályban szereplő felnőtt keretében. 2022. január 1-jén a spanyol Real Sociedad tartalékcsapatához igazolt.

### A válogatottban
Gómez az amerikai és mexikói korosztályos válogatottakban is szerepelt. 2022-ben egy mérkőzés erejéig tagja volt a mexikói válogatottnak.
2021-ben debütált az amerikai válogatottban. Először a 2021. december 19-ei, Bosznia-Hercegovina ellen 1–0-ra megnyert mérkőzés 84. percében, George Bellot váltva lépett pályára.

## Statisztikák

### A válogatottban
| Válogatott | Év       | Pályára lépés | Gól |
| ---------- | -------- | ------------- | --- |
| Mexikó     | 2022     | 1             | 0   |
| Összesen   | Összesen | 1             | 0   |

| Válogatott       | Év       | Pályára lépés | Gól |
| ---------------- | -------- | ------------- | --- |
| Egyesült Államok | 2021     | 1             | 0   |
| Egyesült Államok | 2023     | 1             | 0   |
| Összesen         | Összesen | 2             | 0   |